# Gene Haas
Gene Haas (Youngstown, Ohio, 12 november 1952) is een Amerikaans ondernemer en eigenaar van een raceteam.
Hij is vooral bekend als de oprichter van Haas Automation, een groot werktuigbouwbedrijf, en van het Formule 1-team "Haas F1 Team". Het werd opgericht in 2014 en reed eerst in de NASCAR Sprint Cup onder leiding van Gene Haas en Tony Stewart als het Stewart Haas Racingteam. Vanaf 2016 kwam er ook een Haas F1 Team, omdat Haas veel succes boekte in NASCAR.